# 楊鳴章
楊鳴章主教（英語：Michael Yeung Ming-cheung，1945年12月1日—2019年1月3日），是天主教香港教區第8任主教。

## 簡歷
楊鳴章於1945年上海出生；於四歲時移居香港；他就讀中二時在學校領洗成為天主教徒，有三弟二妹，自己為大哥。 隨家人移居香港初年定居香港島薄扶林村，並入讀當時位於該區、現時已遷往沙田辦學的天主教聖華學校。及後在1959年搬到九龍土瓜灣居住。因為父母想他入讀英文中學，結果在同年報讀鄧鏡波學校。他在1964年於天主教慈幼會鄧鏡波學校英文工業部畢業；1971年至78年於意大利羅馬的宗座传信大学攻讀神學學士；1978年6月10日於香港聖母無原罪主教座堂晉鐸，並歸屬於香港教區神父；1980年至82年於美國錫拉古斯大學攻讀傳理學碩士學位。 
楊鳴章於2003年8月起出任香港明愛主席，此前他已分別獲明愛委任為屬下數間中學的校監。2009年4月16日，獲湯漢主教委任為香港教區副主教。2014年7月14日，楊鳴章同時與李斌生、夏志誠兩位神父獲教宗方濟各任命出任香港教區輔理主教，並於同年8月30日假香港主教座堂——聖母無原罪主教座堂晉牧，領銜納米第亞崗教區（Monte di Numidia）。
2016年11月13日，聖座於當地時間（UTC+1）中午12時公佈，教宗方濟各任命楊鳴章為天主教香港教區助理主教；同時，聖座駐香港代辦尤安泰蒙席於香港慈悲特殊禧年閉幕感恩祭中宣佈是項任命。由於助理主教具備正權主教繼任權，在前任香港敎區主敎湯漢於2017年8月1日榮休後，楊鳴章接任香港主教一職。
2018年12月24日平安夜，楊鳴章主持平安夜子夜彌撒，並講道約10分鐘，當時精神沒異樣，這是他去世前最後一次公開露面。
同年12月27日，楊鳴章因肝硬化導致肝衰竭，入住山頂嘉諾撒醫院治療，及至2019年1月2日晚上，有消息傳出楊鳴章已處於彌留狀態，惟遭時任香港教區副主教蔡惠民否認。
2019年1月3日，他因肝衰竭去世。香港教區暫由輔理主教夏志誠管轄。楊鳴章離世前任明愛專上學院及明愛白英奇專業學校校董會主席，遺願是希望該院校能升格成為大學。
同年1月11日，教區於堅道聖母無原罪主教座堂為楊鳴章舉行出殯逾越聖祭，由陳日君樞機、湯漢樞機、夏志誠主教等主禮；香港政府高層，包括行政長官林鄭月娥、三名司長在內等多位高官出席。儀式後，楊鳴章靈柩移送跑馬地天主教聖彌額爾墳場安葬。

## 牧徽
楊鳴章的主教牧徽是主教常用綠色的帽穗及三行的穗子；盾徽上有城垛象徵萬里長城，而盾徽底部為獅子山，象徵從香港北望並身在香港不忘中國教會。格言「Surgite Eamus Hinc」意為「起行伊始」；而盾徽上有一隻展翅的白鴿、燃燒的心、天秤、棕櫚枝上的一本聖經，分別象徵賜予我們生命力量的聖神、愛德、慎重以及為福音而不惜致命犧牲。

楊鳴章主教牧徽

## 爭議
楊鳴章多年來曾因為其言論而多次引起爭議。他曾經被輿論批評靠攏權貴，亦曾經因為以「吸毒」來比喻同性戀行為和參與佔中人士而惹來批評聲音。